# Sporegøg
Sporegøg (latin: Centropus senegalensis) er en fugleart, der lever i Afrika.